# Eustochus duisburgi
Eustochus duisburgi is een vliesvleugelig insect uit de familie Mymaridae. De wetenschappelijke naam is voor het eerst geldig gepubliceerd in 1877 door Stein.